# Agustín Viñuales
Agustín Viñuales Pardo (Huesca,7 août 1881-Madrid, 14 novembre 1959) est un économiste et homme politique espagnol. Il est membre du gouvernements Azaña III en tant que ministre des Finances, sous la Seconde République espagnole.